# Those Whom the Gods Detest
| Críticas profissionais | Críticas profissionais |
| Avaliações da crítica  | Avaliações da crítica  |
| Fonte                  | Avaliação              |
| ---------------------- | ---------------------- |
| allmusic               | [ 1 ]                  |

Those Whom the Gods Detest é o sexto álbum de estúdio da banda estadunidense de death metal Nile. O álbum foi lançado em 3 de novembro de 2009 na América do Norte e em 6 de novembro na Europa, pelo selo Nuclear Blast.O álbum foi produzido e mixado por Neil Kernon, com Erik Rutan responsável pela gravação da bateria. O álbum estreou na 160ª posição na Billboard dos Estados Unidos.
A arte da capa, uma representação do faraó egípcio Aquenáton, foi providenciada por Michael "Xaay" Loranc, com quem Karl Sanders havia previamente trabalhado em seu segundo álbum solo, Saurian Exorcisms.
De acordo com uma mensagem no fórum da banda, eles planejam lançar um documentário cobrindo os ensaios, a pré-produção e as sessões de estúdio do álbum. As notas do encarte, escritas por Karl Sanders, que explicam os conceitos por trás das faixas, estão de volta neste álbum.

## Faixas
- Todas as letras compostas por Karl Sanders.

| N.º | Título                                                       | Música             | Duração |  |
| 1.  | "Kafir"                                                      | Sanders/Kollias    | 6:50    |  |
| 2.  | "Hittite Dung Incantation"                                   | Sanders/Kollias    | 3:48    |  |
| 3.  | "Utterances of the Crawling Dead"                            | Toler-Wade/Kollias | 5:09    |  |
| 4.  | "Those Whom the Gods Detest"                                 | Sanders/Kollias    | 8:07    |  |
| 5.  | "4th Arra of Dagon"                                          | Sanders/Kollias    | 8:40    |  |
| 6.  | "Permitting the Noble Dead to Descend to the Underworld"     | Toler-Wade/Kollias | 3:32    |  |
| 7.  | "Yezd Desert Ghul Ritual in the Abandoned Towers of Silence" | Sanders            | 2:33    |  |
| 8.  | "Kem Khefa Kheshef"                                          | Sanders/Kollias    | 6:18    |  |
| 9.  | "The Eye of Ra"                                              | Toler-Wade/Kollias | 5:01    |  |
| 10. | "Iskander Dhul Kharnon"                                      | Sanders/Kollias    | 6:41    |  |

## Créditos
- Karl Sanders – Vocais, Guitarra
- Dallas Toler-Wade – Guitarra, Baixo, Vocais
- George Kollias – Bateria, Percussão

### Produção
- Mike Breazeale, Pete Hammoura, Chief Spires, Jon Vesano, David Merideth – Vocais adicionais
- Michal "Xaay" Loranc – Capa
- Neil Kernon – Produção, engenharia e mixagem
- Gravação de bateria com Erik Rutan no Mana Recording Studios Tampa Fla
- Todas as outras faixas gravadas no Serpent Headed Studios / OTB Greenville SC
- Mixado no Rax Trax Recording Chicago
- Alan Douches  – masterização

## Desempenho nas paradas
| Parada musical (2009)                      | Posição |
| ------------------------------------------ | ------- |
| França (SNEP)                              | 149     |
| Finlândia (Suomen virallinen lista)        | 45      |
| Estados Unidos (Billboard Top Heatseekers) | 3       |